# Prawo oświatowe
Prawo oświatowe – gałąź prawa administracyjnego regulująca działanie, organizację i nadzór nad systemem oświaty.

## Najważniejsze akty prawne z zakresu polskiego prawa oświatowego
| Akt prawny                                                         | Przedmiot regulacji |
| ------------------------------------------------------------------ | --- |
| ustawa z dnia 7 września 1991 r. o systemie oświaty                | Od 1 stycznia 2018 r. ustawa ta reguluje: - system egzaminów zewnętrznych, - pomoc materialną dla uczniów (częściowo, obok ustawy z dnia 27 października 2017 r. o finansowaniu zadań oświatowych), - zasady oceniania, klasyfikowania i promowania uczniów w szkołach publicznych. Od 1 września 2017 r. do 1 stycznia 2018 r. ustawa ta regulowała: - system egzaminów zewnętrznych, - pomoc materialną dla uczniów (część regulacji obowiązywała do 1 stycznia 2018 roku, po tej dacie niektóre kwestie reguluje ustawa z dnia 27 października 2017 r. o finansowaniu zadań oświatowych), - zasady oceniania, klasyfikowania i promowania uczniów w szkołach publicznych - zasady finansowania szkół i placówek publicznych (regulacje obowiązywały do 1 stycznia 2018 roku, po tej dacie kwestie reguluje ustawa z dnia 27 października 2017 r. o finansowaniu zadań oświatowych). Do 31 sierpnia 2017 r. włącznie ustawa ta określała: - rodzaje szkół i przedszkoli istniejących w Polsce - zasady działania Centralnej Komisji Egzaminacyjnej, okręgowych komisji egzaminacyjnych, kuratora oświaty (a także kuratorium oświaty jako jednostki pomocniczej dla kuratora) - zasady pomocy stypendialnej dla uczniów - zasady spełniania obowiązku przygotowania przedszkolnego, obowiązku szkolnego i obowiązku nauki - zasady oceniania, klasyfikowania i promowania uczniów w szkołach publicznych - zasady przeprowadzania egzaminu gimnazjalnego i egzaminu maturalnego oraz egzaminu potwierdzającego kwalifikacje w zawodzie - wykaz i zakres kompetencji dyrektorów szkół i placówek, rad pedagogicznych oraz społecznych organów w systemie oświaty (rad rodziców, Krajowej Rady Oświatowej i wojewódzkich rad oświatowych oraz samorządów uczniowskich) - zasady finansowania oświaty - zasady działania prywatnych placówek oświatowych. Ustawa do 25 stycznia 2017 r. włącznie określała zasady rekrutacji do przedszkoli i szkół. Po upływie tego dnia zasady te określa ustawa Prawo oświatowe. |
| ustawa z dnia 14 grudnia 2016 r. Prawo oświatowe                   | Ustawa ta określa: - rodzaje szkół i przedszkoli istniejących w Polsce - zasady organizacji wychowania przedszkolnego - zasady spełniania obowiązku szkolnego, obowiązku nauki i obowiązku przygotowania przedszkolnego - zasady zarządzania szkołami i placówkami publicznymi, w tym wykaz i zakres kompetencji dyrektorów szkół i placówek, rad pedagogicznych oraz społecznych organów w systemie oświaty (rad rodziców, Krajowej Rady Oświatowej i wojewódzkich rad oświatowych oraz samorządów uczniowskich) - zasady organizacji kształcenia, wychowania i opieki w szkołach i placówkach publicznych - zasady przyjmowania do publicznych przedszkoli, publicznych innych form wychowania przedszkolnego, publicznych szkół i publicznych placówek - zasady kształcenia osób przybywających z zagranicy - zasady działania szkół i placówek niepublicznych - zasady działania placówek doskonalenia nauczycieli. |
| ustawa z dnia 15 kwietnia 2011 r. o systemie informacji oświatowej | Ustawa ta określa zasady działania i korzystania z systemu informacji oświatowej. |
| ustawa z dnia 26 stycznia 1982 r. Karta Nauczyciela                | Ustawa ta określa: 1. status prawny nauczycieli 2. uprawnienia emerytalne i rentowe nauczycieli 3. inne uprawnienia socjalne nauczycieli 4. zasady zatrudniania i zwalniania nauczycieli 5. sposób nadzoru nad pracą nauczycieli i zasady pociągania nauczycieli do odpowiedzialności dyscyplinarnej. |

Ponadto dla uczniów istotne mogą być zasady przeprowadzania egzaminów w szkołach i zasady klasyfikowania uczniów, które są zawarte w ustawie o systemie oświaty i (uzupełniająco) rozporządzeniach do ww. ustaw.

## Główne zasady prawa oświatowego
Główne zasady prawa oświatowego są powiązane z zadaniami systemu oświaty. Są to:
- obowiązek zapewnienia każdemu obywatelowi polskiemu równego dostępu do oświaty[3],
- nieodpłatność pobieranej nauki w zakresie wymaganym przez przepisy ustawy[4],
- obowiązek działania zgodnie z dobrem uczniów (zawarty przede wszystkim w art. 5 Prawa oświatowego i art. 6 ustawy – Karta Nauczyciela),
- ochrona prawna nauczycieli[5],
- zapewnienie każdemu nauczycielowi i uczniowi bezpiecznych i higienicznych warunków pracy i nauki[6],
- poszanowanie godności ucznia i jego prawa do nauki.

## Uczeń w prawie oświatowym
Wedle polskiego prawa oświatowego, osoby do ukończenia 18. roku życia mogą podlegać:
- obowiązkowi nauki – podlega się mu do 18. roku życia, de lege od urodzenia[7], a polega na obowiązku pobierania nauki w szkole lub poza nią,
- obowiązkowi szkolnemu – polegający na obowiązku uczęszczania do szkoły. Zaczyna się w roku kalendarzowym, w którym dziecko kończy 7 lat, a kończy się w momencie ukończenia szkoły podstawowej, nie później jednak niż w momencie ukończenia 18. roku życia[8]. W uzasadnionych sytuacjach obowiązek ten można rozpocząć wcześniej; może on być też odroczony.

Uczeń po ukończeniu 18. roku życia ma prawo do pobierania nauki.
Ponadto, od kilkunastu lat w Polsce istnieje obowiązek rocznego przygotowania przedszkolnego przed rozpoczęciem spełniania obowiązkowi szkolnemu. W sytuacjach określonych ustawą dziecko może być zwolnione z tego obowiązku.
Warto także dodać, że każdy uczeń szkoły lub placówki oświatowej prowadzonej przez organ stanowiący jednostkę samorządu terytorialnego jest członkiem samorządu uczniowskiego danej szkoły lub placówki. Dlatego też, często stosowane w szkołach określenie „wybory do samorządu” jest de lege niepoprawne, gdyż w wyborach wybiera się wyłącznie władze samorządu uczniowskiego, a ich wybór powinien odbywać się zgodnie z ustalanym przez uczniów regulaminem.

## Krytyka prawa oświatowego
Obowiązek szkolny warunkuje brak prawnej możliwości tzw. skreślenia ucznia z listy uczniów. Dyrektor szkoły lub placówki publicznej może w drodze decyzji administracyjnej dokonać takiego skreślenia w przypadkach określonych w statucie szkoły lub placówki. Skreślenie następuje na podstawie uchwały rady pedagogicznej, po zasięgnięciu opinii samorządu uczniowskiego, jednakże nie dotyczy to ucznia objętego obowiązkiem szkolnym (art. 68 ust. 2 i 3 Prawa oświatowego), chyba że chodzi o szkołę artystyczną (art. 68 ust. 3a Prawa oświatowego). W „uzasadnionych przypadkach” jedyną realną sankcją wobec tych osób jest przeniesienie do innej szkoły przez kuratora oświaty na wniosek dyrektora szkoły. Wobec szczególnie zdemoralizowanej młodzieży jest to środek o bardzo wątpliwej skuteczności, stąd koniecznym wydaje się dopuszczenie – w enumeratywnie wyszczególnionych w ustawie przypadkach – możliwości skreślenia uczniów z listy uczniów. Niestety na gruncie przepisu konstytucyjnego nikogo nie można pozbawić prawa – obowiązku pobierania nauki, co właściwie trwale uniemożliwia eliminowanie z systemu oświaty jednostek potencjalnie niebezpiecznych dla otoczenia lub co do których podejmowane środki wychowawcze okazały się bezskuteczne. W tych okolicznościach pozostaje jedynie oczekiwanie, aż uczeń ukończy szkołę podstawową lub 18. rok życia.